# HD 10550
Désignations
HD 10550, également désignée HR 500, est une étoile géante de la constellation équatoriale de la Baleine. Elle est visible à l'œil nu et sa magnitude apparente est de 4,98.

## Environnement stellaire
HD 10550 présente une parallaxe annuelle de 3,10 ± 0,10 mas telle que mesurée par le satellite Gaia, ce qui permet d'en déduire qu'elle est distante de 323 ± 11 pc (∼1 050 al) de la Terre. L'étoile se rapproche du Système solaire à une vitesse radiale héliocentrique de −33 km/s. Elle possède une vitesse particulière élevée d'environ 73 km/s et elle pourrait être une étoile en fuite.
HD 10550 est une étoile solitaire, qui ne possède pas de compagnon stellaire connu avec lequel elle serait physiquement associée.

## Propriétés
HD 10550 est une étoile géante rouge de type spectral K2/3 III CN II, avec la notation « CN II » dans le suffixe qui indique une surabondance en cyanogène dans son atmosphère stellaire. Le rayon de l'étoile est approximativement 82 fois plus grand que le rayon solaire et elle est environ 2 500 fois plus lumineuse que le Soleil. Sa température de surface est de 4 110 K.